# CS Pandurii Târgu Jiu
A Pandurii Târgu Jiu egy román labdarúgócsapat, amely a román labdarúgó-bajnokság első osztályában szerepelt.

## Történet
1962-ben Zsilvásárhely két labdarúgócsapata a Flăcara-Unirea és a  CIL egyesüléséből jött létre a  Pandurii Târgu-Jiu. Az elkövetkező években a csapat a C osztályban játszott, közben több csapattal egyesült (1972-ben az AS Gorj-al, 1975-ben a CLA Târgu-Jiu-al), ez idő alatt a neve is többször megváltorott: Pandurii - Victoria Târgu-Jiu (1972), Cimentul - Victoria Târgu-Jiu (1975), 1976-ban visszakapta régi nevét.
1977-ben a csapat feljutott a B osztályba, ahonnan 2005-ben tudott továbblépni az A osztályba, de ott a 2005-06-os szezonban az utolsó előtti, 15. helyen végzett és kiesett. De a román labdarúgó szövetség kizárta a Sportul Studențesc csapatát, és így a Pandurii bentmaradhatott a legjobbak között. A 2006–07-es szezonban a 11. helyet szerezte meg, ami a legjobb teljesítménye a csapatnak. A legutolsó szezonban, 2007–08-ban pedig a 12. helyen végzett.

## Eredmények

### Liga I
A legjobb eredményét a 2006-07-es bajnoki szezonban érte el, amikor a 11. helyen végzett.